# Gorgasm (americká hudební skupina)
Gorgasm je americká brutal death metalová hudební skupina z města Chicago v Illinois založená v roce 1994. Vznikla z pozůstatků jiné metalové kapely Crematorium, kdy kytaristé Damian Leski a Tom Tangalos spojili síly s baskytaristou Russem Powellem a posléze bubeníkem Derekem Hoffmanem.
Debutové minialbum nazvané Stabwound Intercourse vyšlo roku 1998.

## Diskografie
Dema
- Gorgasm (1996)
- Two-tracks Promo (1997)
- Morbid Overgrowth / Stripped To Bone (2000)

Studiová alba
- Bleeding Profusely (2001)
- Masticate to Dominate (2003)
- Orgy of Murder (2011)
- Destined to Violate (2014)

EP
- Stabwound Intercourse (1998)
- Sadichist (2024)

Singly
- Carnal Demise (2024)

Promo nahrávky
- 2006 Promo (2006)